# Yakimaoorlog

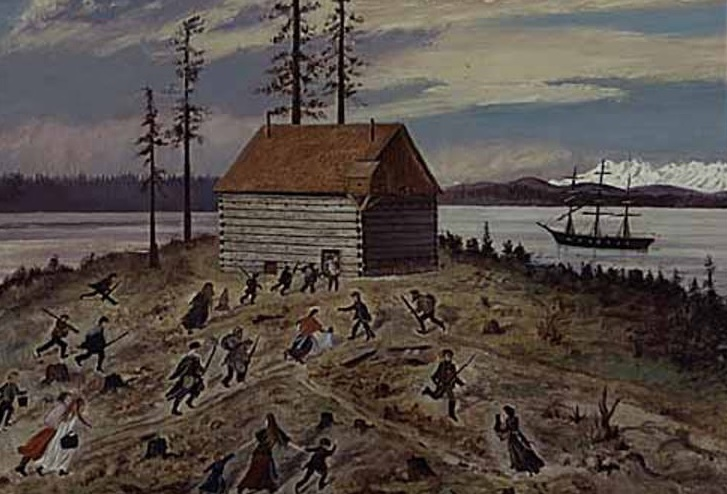
Battle of Seattle (1856)

De Yakimaoorlog (1855-1858) was een conflict tussen de Verenigde Staten en de Yakama, een Sahaptischsprekend volk uit de staat Washington in het noordwesten van de Verenigde Staten. Vaak worden ook de Puget Sound-oorlog (1855-1856) en de Coeur d'Alene-oorlog (1858) tot dit conflict gerekend.

## Naam
De oorlog wordt vaak gezien als een voortzetting van de Cayuseoorlog, die begon in 1848. De laatste fase van de Yakimaoorlog staat bekend als de Coeur d'Alene-oorlog of Palouseoorlog. Deze oorlogen vormden samen de grootste indianenoorlog in het pas opgerichte Oregonterritorium (1848) en Washingtonterritorium (1853), die werden gevormd na de opdeling van Oregon Country tussen de Verenigde Staten en het Verenigd Koninkrijk in het Verdrag van Oregon. De latere Nez Perce-oorlog is echter bekender.

## Achtergrond
De Yakama-indianen leefden langs de rivieren de  Columbia en de Yakima op het hoogland ten noorden van de Columbia. In het midden van de negentiende eeuw kregen ze te maken met een steeds toenemende stroom van kolonisten naar Oregon Country.
In 1855 sloten onder meer de Yama een verdrag met de Verenigde Staten waarin ze, samen met 13 andere stammen, erin toestemden naar het Yakamareservaat te verhuizen. In hetzelfde jaar werd er echter goud in hun reservaat ontdekt, en er braken conflicten uit tussen blanke goudzoekers en de stammen in het reservaat, die zich verenigden onder het leiderschap van het Yakamastamhoofd Kamiakin. De Yakimaoorlog begon toen hij op 5 oktober 1855 een groep Amerikaanse soldaten aanviel en terugdreef in de Slag bij Toppenish Creek.

## Fasen van het conflict

### Yakimaoorlog
Na de slag bij Toppenish Creek vond er op 9 en 10 november opnieuw een veldslag plaats, de Slag bij Union Gap. Een Amerikaanse legermacht van 700 man ontdekte het dorp van Kamiakin, waar 300 krijgers aanwezig waren. De Yakama werden gedwongen zich terug te trekken met hun vrouwen en kinderen. De Cascades Massacre was een poging blanke kolonisten te verdrijven die zich op hun land gevestigd hadden. Op 26 maart 1856 vielen krijgers van de Yakama, Klickitat en Cascadesindianen blanke kolonisten aan en doodden 14 kolonisten en 3 soldaten. Dit waren de grootste verliezen aan blanke zijde tijdens de oorlog. Versterkingen die de volgende dag arriveerden verdreven de indianen. Negen Cascadesindianen, onder wie het stamhoofd Chenoweth, werden geëxecuteerd wegens verraad.

### Puget Sound-oorlog
De Puget Sound-oorlog vond plaats in het gebied rond Puget Sound in de staat Washington, van 1855 tot 1856. Het Amerikaanse leger en plaatselijke milities vochten tegen de inheemse Nisqually, Muckleshoot, Puyallup en Klickitat. Tegelijkertijd kwam de Amerikaanse vloot in conflict met Haida en Tlingit, die overvallen uitvoerden op de indiaanse volken van Puget Sound. De oorlog ontstond als gevolg van een verdrag dat de Nisqually vruchtbaar akkerland ontnam.

### Coeur d'Alene-oorlog
De laatste fase van de oorlog, soms de Coeur d'Alene-oorlog genoemd, vond plaats in 1858. In deze oorlog vochten de Coeur d'Alene, Spokane, Palouse en noordelijke Paiute in Washington en Idaho. Bij de Battle of Four Lakes in september 1858, in de buurt van het huidige Spokane in Washington, werden de stammen beslissend verslagen en op 23 september werden ze gedwongen met een aantal andere stammen een vredesverdrag te ondertekenen, dat de meeste stammen verplichtte naar reservaten te gaan.

## Nasleep
Kamiakin vluchtte naar het noorden, naar het huidige Canada, toen een Britse kolonie. Vierentwintig andere stamhoofden werden opgehangen of doodgeschoten. Volgens sommige overlevenden werden degenen die zich hadden overgegeven geëxecuteerd door het Amerikaanse leger. De Yakama werden gedwongen te verhuizen naar een reservaat ten zuiden van de huidige stad Yakima.